# P'yŏngan

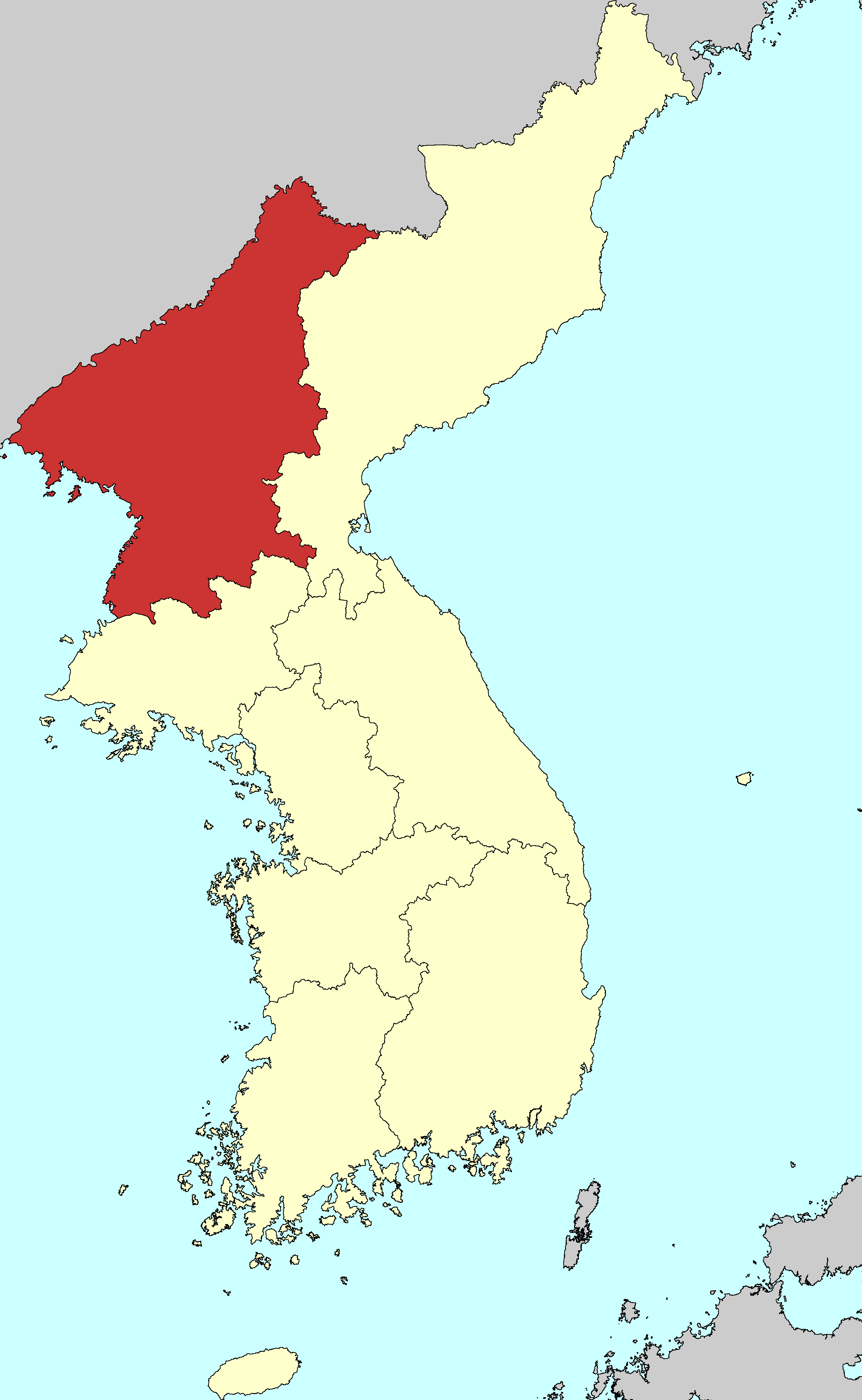
P'yŏngan

P'yŏngan (P'yŏngan-do, hangul: 평안도, hanja: 平安道) var en av de åtta provinserna i Korea under Joseondynastin. P'yŏngan låg i nordvästra Korea och huvudstaden var Pyongyang.

## Historia
P'yŏnganprovinsen grundades 1413 och namnet kommer ifrån de två största städerna, P'yŏngyang (평양; 平壤) och Anju (안주; 安州).
År 1895 ersattes provinsen av distrikten Kanggye i nordöst, Ŭiju i nordväst och P'yŏngyang i söder. År 1896 omorganiserades Kanggye och Uijudistrikten till Norra P'yongan och P'yŏngyangdistriktet ingick i Södra P'yonganprovinsen. Norra och södra Södra P'yŏnganprovinserna är idag en del av Nordkorea.

## Geografi
P'yŏngan gränsade i öst till Hamgyeong, i söder till Hwanghae, i väst till Gula havet och i norr till Kina.
Det regionala namnet för provinsen var Kwansŏ.